# Xáquia

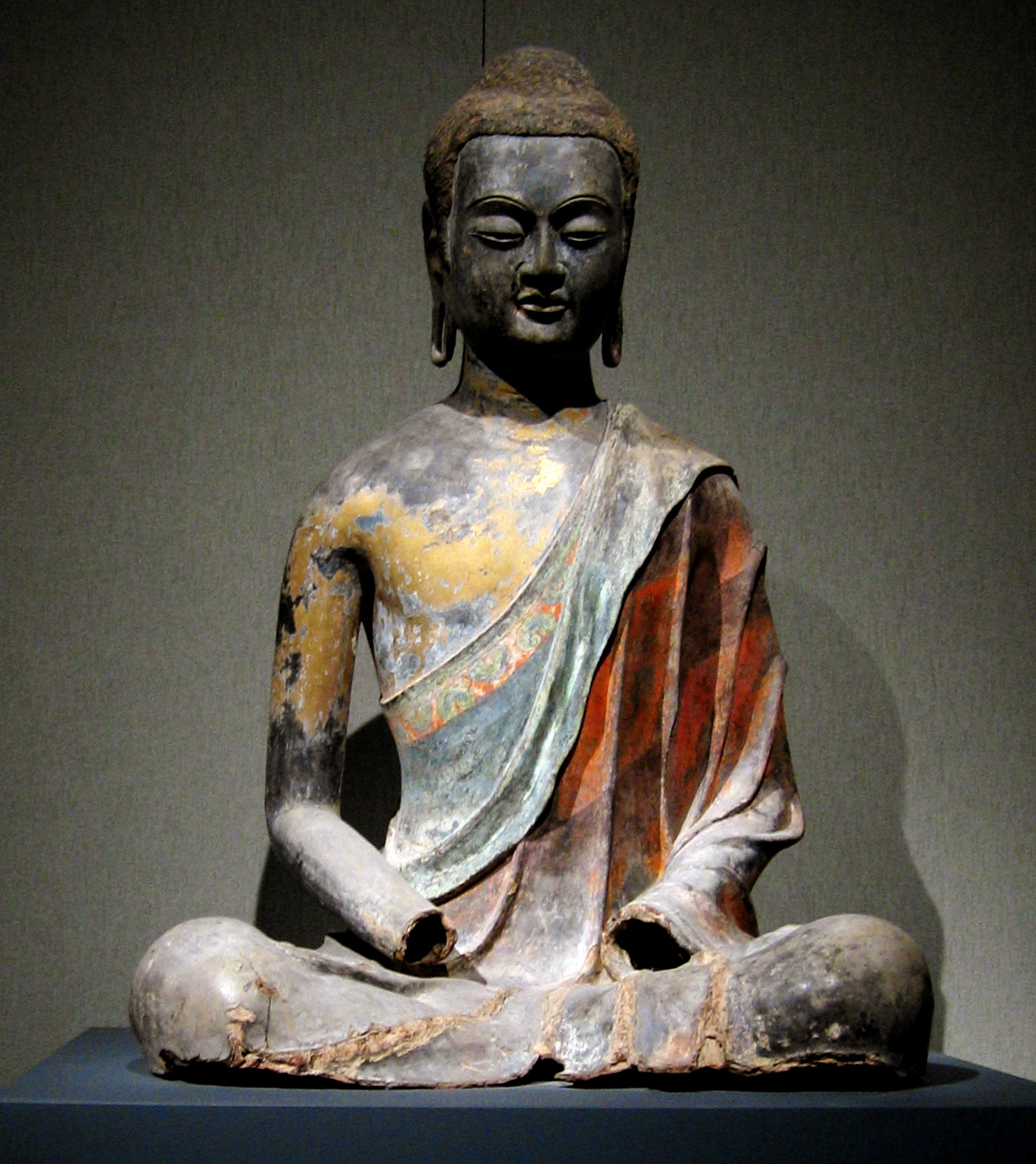
Sidarta Gautama, o mais famoso dos xáquias, em estátua da província de Hebei, na República Popular da China, datada do período da Dinastia Tangue

Xáquia (Sânscrito: Śākya, Devanágari: शाक्य e Páli: Sākya) foi um antigo janapada do Sul da Ásia no primeiro milênio a.C.. Nos textos budistas, os xáquias, os habitantes de xáquias, são mencionados como um clã xátria do gotra Gotana.
O mais famoso dos xáquias foi Sidarta Gautama, um membro do clã governante dos Gautama de Lumbini, que também é conhecido como Xaquiamuni Buda, o "sábio dos xáquias", devido à sua associação com este reino antigo.
Os puranas hindus mencionam Xáquia como um rei da Dinastia Ikshvaku, filho de Sanjaia e  Sudodana.